# Ярская-Смирнова, Валентина Николаевна
Валенти́на Никола́евна Ярская-Смирно́ва (18 августа 1935 — 12 ноября 2023) — советский и российский философ, историк, социолог, доктор философских наук, профессор кафедры социологии и социальной антропологии Саратовского государственного технического университета имени Гагарина Ю. А.; Заслуженный деятель науки РФ (1997), почётный работник высшего профессионального образования России.

## Биография
Валентина Николаевна Ярская-Смирнова (в девичестве — Серкова) родилась 18 августа 1935 года в г. Свердловске, окончила в 1959 году физический факультет Саратовского государственного педагогического института. До 1965 года преподавала физику в школе и вузе, с 1965 по 1985 год — аспирант, ассистент, доцент, докторант, профессор Саратовского государственного университета им. Н. Г. Чернышевского (СГУ).
В 1968 году получила учёную степень кандидата философских наук (тема диссертации «Философское значение понятия инверсии времени в физике», защита в СГУ). В 1969 году присвоено учёное звание доцента.
С 1983 года — доктор философских наук (защита в Институте философии АН СССР, тема диссертации «Время и предвидение. Вопросы методологии»). Профессор (1984).
С 1985 года работала в Саратовском государственном техническом университете (СГТУ) — заведующая кафедрой философии. В 1995—1997 годах — заведующая кафедрой социальной работы. С 1998 года — профессор кафедры социальной антропологии и социальной работы.
Член аттестационной комиссии, советник ректора СГТУ. Руководитель научно-педагогической школы, Председатель диссертационного совета по социологии. В 1990-е — 2000-е годы работала профессором кафедры социологии Поволжской академии государственной службы, профессором кафедры социологии и психологии права Саратовского юридического института МВД, проректор по НИР в ПМУЦ Федеральной службы занятости (по совместительству).
Организатор науки, инициатор гуманитаризации образования в России и Саратовской области, открыла Социологический центр СГТУ, Саратовское отделение ВЦИОМ, была руководителем Всесоюзных исследовательских программ «Народы России» и «Общественное мнение (социология вуза)» в Саратове, членом Экспертного комитета по социологии при Минобразования России. В первой пятёрке российских вузов открыла социальную работу и другие социальные специальности и кафедры, аспирантуру и докторантуру по социологии, сформировала Научный парк для осуществления прикладных исследований занятости и безработицы, методического обеспечения работы и переподготовки персонала. Автор около 300 научных публикаций, исполнитель международных грантов, редактор многих научных трудов, подготовила около 50 кандидатов и 10 докторов наук, участник международных и российских конгрессов, исследовательских проектов по актуальным проблемам социологии. Член редакционного совета «Журнала исследований социальной политики».
Возглавляла социологическую группу Саратовского научного центра РАН, осуществляла сотрудничество с представителями академических центров страны, на протяжении ряда лет — эксперт НФПК, РФФИ,  была советником губернатора, членом комиссии по вопросам помилования, коллегий Министерства занятости, труда и миграции, Министерства соцразвития, Министерства образования Саратовской области. Имеет правительственные награды, знаки отличия, почётные грамоты.

## Личная жизнь
- Первый муж — актёр Ростислав Дмитриевич Ярский-Смирнов; второй муж — геолог К. А. Маврин (1934—2016).
- Дочь — социолог Е. Р. Ярская-Смирнова (род. 1962)[1].

Умерла 13 ноября 2023 года в возрасте 88 лет.

## Научно-педагогическая школа
Научная работа
Публикационная активность Валентины Николаевны — 300 статей и монографий,  организация и участие в международных и российских конференциях. В научной деятельности участвует как исполнитель и руководитель федеральных научных грантов российских и зарубежных фондов, более 20 проектов. НИР ведётся в формах комплексных, междисциплинарных исследований, экспертного сопровождения, дискуссий, научных встреч.  Руководит проектом РНФ Социальный урбанизм как доступность городской среды в параметрах темпорального неравенства и концептах социальной политики (на примере российских провинциальных городов). Анализируются механизмы координации социальных и государственных институтов в мобильности и социальной жизни горожан, пожилых людей и инвалидов. Реализует комплекс методов: кейс стади, фокус группы, контент и дискурс анализ, интервью, анкетный опрос, оценка инклюзивной культуры и социальной интеграции, сетевой анализ,  метод walk along. Результаты проектов решают важные социальные задачи эффективной интеграции, тестирования окружающей среды,   её доступности в контексте здоровья и мобильности.
Вклад в развитие образования
В.Н Ярской-Смирновой проведена гуманитаризация технического образования — в программы подготовки инженеров введены дисциплины –психология личности, история философии, этика, эстетика, теория и история культуры. С 1991 года по результатам успеха Валентины Николаевны на конкурсе Политех получил право подготовки по специальности социальной работы как феномена обращения к человеку. Благодаря нововведению вуз стал техническим университетом, затем ВН организовала введение других специальностей (культурология, социология, антропология, туризм). открыла магистратуру, аспирантуру, докторантуру, диссертационный совет. Разработанные курсы: Стратегии диссертационного исследования, история социологии, академтекст, методология науки и научных исследований, научно-исследовательский семинар, социология как наука, проблема времени в истории науки.  В обучении студентов сохраняет научный уровень в сочетании с интерактивными методами. Монографии по проектам рекомендуются студентам как дополнительные учебные пособия.
Подготовка кадров высшей квалификации
Под личным руководством ВН защитили 11 магистерских, более 40 кандидатских и 14 докторских диссертаций. Под её председательством за 20 лет успешной работы Диссертационного совета защитили актуальные темы 400 кандидатов и 30 докторов наук, продолжают исследовательскую работу, воспитывают молодых социологов. В настоящий момент руководит докторской, кандидатской и магистерскими диссертациями.
Общественная работа
Ярская-Смирнова выполняла общественные поручения: советник губернатора, член Совета Старейшин и Аттестационной комиссии СГТУ, докторского диссертационного совета по социологии Поволжской академии госслужбы; Председатель Саратовской областной ассоциации работников социальных служб. Членство в профессиональных ассоциациях: Сообщество профессиональных социологов, Европейская социологическая ассоциация, Международная социологическая ассоциация, Российское общество социологов, Международная Федерация социальных работников, Философское общество России. В настоящее время — член коллегии Минобразования, Общественного совета Минтруда и соцзащиты, Комиссии по вопросам помилования при губернаторе Саратовской области; член редколлегий Журнала исследований социальной политики, Вестника СПбГУ, Вестника ПИУ им. ПА Столыпина.
Награды и благодарности:
- Нагрудный знак Почетный работник высшего профессионального образования РФ,
- Почётный знак губернатора «За любовь к родной земле»,
- Нагрудный знак 200 лет МВД России;
- Почетное звание и нагрудный знак Заслуженный деятель науки РФ,
- Благодарность губернатора за работу в Комиссии по вопросам помилования,
- Диплом за научное руководство в конкурсе молодых учёных,
- Диплом РОС за Первое место в конкурсе монографий,
- Нагрудный Золотой знак Петра Великого
- Победитель конкурс "Золотые имена Высшей Школы"
- Медаль Ветеран труда.

Профессиональная карьера:
руководитель Соццентра, зав. кафедрой философии; социальной работы СГТУ; профессор СЮИ МВД и Поволжской академии госслужбы (по совместительству); повышение квалификации по социальной работе, философии, социологии - Москва, С-Петербург, Тбилиси. Стажировки в ун-тах Великобритании, Ирландии, США, Швеции; член Проблемного совета по философии и Экспертного комитета по социологии при Минобр. РФ; проректор по НИР и международным связям Поволжского межрегионального центра Минтруда РФ (по совместительству); Научный руководитель Саратовского отделения ВЦИОМ; руководитель федеральных программ Общественное мнение и Народы России в Саратове. До последних дней жизни Валентина Николаевна работала профессором кафедры Философии, социологии, психологии, директором Научно-образовательного регионального центра мониторинговых исследований СГТУ имени Гагарина ЮА.
Учениками и соратниками научно-педагогической школы В. Н. Ярской-Смирновой являются доктора социологических наук П. В. Романов (1964—2014), В. В. Печенкин, Д. В. Зайцев, Н. И. Ловцова (СГТУ имени Гагарина Ю. А.), М. Э. Елютина, П. С. Кузнецов (НИУ СГУ имени Н. Г. Чернышевского), Ю. Г. Быченко, Л. А. Фиглин, И. Ю. Суркова (ССЭИ РЭУ имени Г. В. Плеханова), В. В. Кочетков (МГУ имени М. В. Ломоносова), Ю. И. Тарский, Л. С. Яковлев, Т. И. Черняева, Л. И. Константинова (Поволжский институт управления — филиал РАНХиГС), Е. Р. Ярская-Смирнова (НИУ ВШЭ), В. В. Щебланова (СГЮА), Э. К. Наберушкина (МГГЭУ).

## Базовые учебные курсы
- Время и пространство в социологии
- методология социальной политики
- методология диссертационного исследования
- социология молодёжи
- этнокультурные процессы
- социология образования, занятости
- социология и философия культуры
- социология и философия социальной работы